# Ум Хаджер
Ум Хаджер (на френски: Oum Hadjer) е град в централен Чад, в департамент Източна Бата, регион Бата. Населението му е 26 552 души (по данни от 2009 г.), а надморската височина е 358 метра. Недалеч от града има малко летище.